# جولین اوتربون
جولین اوتربون (انگلیسی: Julien Outrebon؛ زادهٔ ۱۶ ژوئن ۱۹۸۳) بازیکن فوتبال اهل فرانسه است.
از باشگاه‌هایی که در آن بازی کرده‌است می‌توان به باشگاه فوتبال استراسبورگ، باشگاه فوتبال تروا، و باشگاه ورزشی آمیان اشاره کرد.